# Замосць (Маковський повіт)
Замосць (пол. Zamość) — село в Польщі, у гміні Сипнево Маковського повіту Мазовецького воєводства.
Населення — 210 осіб (2011).
У 1975-1998 роках село належало до Остроленцького воєводства.

## Демографія
Демографічна структура станом на 31 березня 2011 року:
|          | Загалом | Допрацездатний вік | Працездатний вік | Постпрацездатний вік |
| -------- | ------- | ------------------ | ---------------- | -------------------- |
| Чоловіки | 107     | 21                 | 75               | 11                   |
| Жінки    | 103     | 18                 | 57               | 28                   |
| Разом    | 210     | 39                 | 132              | 39                   |